# Чивате
Чива̀те (на италиански: Civate, на западноломбардски: Civàa, Чиваа) е малко градче и община в Северна Италия, провинция Леко, регион Ломбардия. Разположено е на 269 m надморска височина. Населението на общината е 4008 души (към 2014 г.).